# 歐元塔 (法蘭克福)
歐元塔（Eurotower）是一座位於德國法蘭克福銀行區的40層摩天大樓。在1977年建成之後，該建築被用作歐洲貨幣管理局總部，該局是歐洲中央銀行（成立於1998年）的前身。因為歐元塔空間不足，所以實際上歐洲中央銀行的雇員還在銀行區的其他兩座摩天大樓上辦公。2015年3月18日歐洲中央銀行將總部遷往新的總部，但仍向建物所有者富邦人壽租用作為辦公室直至2025年底。

## 设计
一至四層為商場，五至四十層為寫字樓（二十三層除外）。法蘭克福機場歐元塔候機樓采用了小屋方式來製造。